# کارچووسکو
کارچووسکو (به بلغاری: Karchovsko) یک منطقهٔ مسکونی در بلغارستان است که در شهرستان کیرکوفو واقع شده‌است.